# Stéphane Lambiel
Stéphane Lambiel (Martigny, Valais, Suiza, 2 de abril de 1985) es un patinador artístico sobre hielo suizo retirado, y es el actual entrenador de patinaje mixto. Es dos veces (2005-2006) campeón del mundo, dos veces (2005, 2007) ganador del Grand Prix de patinaje artístico sobre hielo y nueve veces (2001-08, 2010) campeón nacional de Suiza. Subcampeón olímpico en los Juegos Olímpicos de Invierno de Turín 2006. Lambiel destaca por sus piruetas y sus capacidades interpretativas de la música; se le atribuye la popularización de algunas variaciones de piruetas poco corrientes. A diferencia de la mayoría de los patinadores, Lambiel es capaz de realizar piruetas en ambas direcciones, así como la velocidad en sus giros, dichos elementos fueron una característica técnica particular en sus años como competidor. 
Anunció su retiro de las competiciones de patinaje el 16 de octubre de 2008 debido a una lesión sufrida meses antes. Sin embargo, regresó a la competición la temporada siguiente para poder participar para los Juegos Olímpicos de Invierno de 2010 en Vancouver, en los que obtuvo la 4ª plaza. Lambiel se retiró definitivamente de la competición tras los Juegos Olímpicos. Sigue patinando en espectáculos profesionales y trabaja como coreógrafo y entrenador de patinaje.

## Biografía
Lambiel creció en Saxon, Suiza. Tiene una hermana, Silvia, nacida en 1982, y un hermano, Christophe, nacido en 1989. Su madre es portuguesa y su padre suizo. Empezó a interesarse por el patinaje sobre hielo cuando contaba 7 años, al ver a su hermana mayor patinar. Aprendió a patinar en Ginebra, donde empezó a entrenarse con Peter Grütter en 1995. También conoció allí a Salome Brunner, encargada de la coreografía de sus programas. Tras varios años de compaginar los estudios con la práctica del deporte,  Lambiel recibió su maturité (diploma de educación secundaria) en biología y química. Lambiel habla francés, alemán, inglés y portugués con fluidez y algo de italiano.
A pesar de varias lesiones en ambas rodillas, que han afectado su entrenamiento, ha tenido una carrera competitiva notable; ha sido el patinador suizo que ha conseguido más títulos nacionales e internacionales desde la era de Hans Gerschwiler.
Lambiel cuenta como patrocinadores a Ford Motor Company, Hublot y Swisscom.
Lambiel se retiró definitivamente del patinaje competitivo en marzo de 2010, para dedicarse a la coreografía de programas de patinaje y a las exhibiciones profesionales en Suiza y otros países.

## Carrera

### Comienzos
La primera actuación internacional de Lambiel fue en el Campeonato Mundial de 1997, celebrado en Lausana, donde patinó en la gala de exhibición; en ese momento era el campeón novicio de Suiza. Al año siguiente, se convirtió en campeón júnior de Suiza y en el año 2000, fue campeón sénior. Quedó quinto en el Campeonato Mundial Júnior de 2001. En la temporada siguiente, Lambiel tuvo la edad para poder participar en las competiciones mundiales en categoría sénior. La federación de patinaje de Suiza requería la clasificación entre los doce primeros en el Campeonato Europeo para participar en los Juegos Olímpicos de 2002 en Salt Lake City. Lambiel se ubicó en cuarto lugar en el Campeonato Europeo y fue enviado a los Juegos Olímpicos, donde quedó decimoquinto. A continuación, tuvo el décimo octavo puesto en el Campeonato Mundial.

### Temporada 2004-2005
Lambiel no puedo participar en el Grand Prix de la temporada 2004-2005 debido a una lesión, pero recuperó el 4 º lugar en el Campeonato Europeo
En el Campeonato Mundial en Moscú, Lambiel se adelantó a Yevgueni Pliúshchenko después de la ronda de clasificación y el programa corto. Pliúshchenko se retiró de la competición por una lesión y Lambiel consiguió el título con una espectacular actuación con la música de la banda sonora de El Rey Arturo. Hizo dos toe loops cuádruples  en el programa libre. Era la primera vez que un  suizo había sido campeón del mundo desde que Hans Gerschwiler ganó el título en 1947.

### Temporada 2005-2006
En 2005, Lambiel ganó dos medallas de plata en la serie del Grand Prix y se clasificó para la final, la cual ganó. En el Campeonato Europeo de 2006 quedó en segundo lugar, detrás de Pliúshchenko.
En los Juegos Olímpicos de 2006 estaba en tercera posición tras el programa corto, pero remontó una plaza en el programa libre  para ganar la medalla de plata. Aunque no consiguió realizar el axel triple, logró hacer una excelente combinación toe loop cuádruple — toe loop doble  — toe loop doble.
Pliúshchenko optó por no competir en el Campeonato Mundial de 2006, dejando la puerta abierta a Lambiel para defender su título, lo cual le convirtió en el primer patinador suizo campeón del mundo en dos ocasiones.

### Temporada 2006-2007
Lambiel comenzó la temporada 2006-2007 en la competición del Grand Prix Skate Canada International, donde terminó séptimo en el programa corto y primero en el programa de patinaje libre. Se tuvo que retirar de su segunda competición de la serie por razones de salud. Se recuperó a tiempo para patinar en el Campeonato de Suiza, donde ganó su séptimo título nacional.
El 16 de enero de 2007 Lambiel se retiró de los campeonatos europeos. Compitió de nuevo en el Campeonato del Mundo de 2007 en Tokio, donde se cayó en el axel triple  del programa corto y quedó sexto. En el programa largo, realizó dos cuádruples y el axel triple, a la vez que demostrando un gran talento artístico y de expresión. También obtuvo un nivel 4 en tres de sus piruetas. Gracias a esta actuación, Lambiel terminó en segunda posición en el programa libre y tercero en la clasificación general.

### Temporada 2007-2008
Lambiel se clasificó para la final  del Grand Prix, al terminar en tercer lugar en la Copa de China y segundo en la copa de Rusia. Ganó la final por segunda vez en su carrera con 239,10 puntos, sólo 0,16 puntos por encima del japonés Daisuke Takahashi.
En el Campeonato Europeo de 2008 en Zagreb, hizo un programa corto deficiente, con una caída en el axel triple y solo logrando hacer un  toe loop triple en la combinación de saltos. Acabó en cuarto lugar. En el programa largo consiguió realizar el toe loop  cuádruple en combinació con otro toe loop doble y ganó 80 puntos en las componentes del programa por  programa libre «Flamenco», en el que demostró su aptitud para la expresión y coreografía. Ganó así su segunda medalla de plata en el Campeonato Europeo, detrás del checo Tomáš Verner, que ganó el oro.
En el Campeonato Mundial en Gotemburgo, Lambiel cometió un error en el programa corto, apoyándose en la mano al  aterrizar el toe loop cuádruple. En el programa libre tuvo el mismo error en la primera combinación, aunque más tarde logró hacer otro cuádruple. Terminó en el quinto puesto en la clasificación general.
En el verano de 2008, Lambiel se mudó a Wayne, Nueva Jersey (Estados Unidos) para entrenarse con Viktor Petrenko y Galina Zmievskaya.

### Temporada 2008-2009
Lambiel no compitió en esta temporada, debido a una lesión en el músculo aductor del muslo izquierdo que le impidió entrenarse lo suficiente.  Sin embargo, regresó a la competición en la temporada 2009-2010, con el objetivo de participar en los Juegos Olímpicos de Invierno de 2010. Volvió a entrenarse con  Peter Grütter en julio de 2009.

### Temporada 2009-2010
Lambiel comenzó la temporada 2009-2010 con la competición en el Trofeo 2009 Nebelhorn. Terminó primero en el programa corto con 77,45 puntos, a pesar una caída en el toe loop cuádruple, pero alcanzando el nivel 4 en todas las piruetas. También ganó el programa libre, obteniendo una puntuación de 154,91 puntos; donde atterizó el cuádruple y consiguió el nivel 4 en dos piruetas. En ambos programas logró una excelente puntuación en las componentes. Ganó  la medalla de oro y la clasificación de Suiza para los Juegos Olímpicos con 232,36 puntos.
Lambiel ganó su noveno título nacional en los Campeonatos de Patinaje artístico de Suiza, con un total de 244,23 puntos y 44,78 por delante del segundo clasificado, Jamal Othman.
Compitió en el Campeonato Europeo de 2010, donde terminó en quinto lugar en el programa corto con 77,75 puntos. Recuperó posiciones en el programa libre sumando 160,79 puntos, 85 de ellos gracias a la puntuación en componentes, la más alta del evento, y logrando la medalla de plata, 16,85 puntos detrás de Yevgueni Pliúshchenko.
Fue el abanderado de Suiza en los Juegos Olímpicos de 2010 en Vancouver. En esta competición se anotó 84,63 puntos y quedó quinto en el programa corto en una competición reñida: solo 6,22 puntos le separaban de Pliúshchenko, en la primera posición. Terminó en cuarto lugar en el programa libre, por delante de Patrick Chan, pero por debajo de Daisuke Takahashi, Yevgueni Pliúshchenko y Evan Lysacek. Tras los Juegos Olímpicos, se retiró del patinaje de competición.